# 巴西扁指鰧
巴西扁指鰧（學名：Platygillellus brasiliensis），為輻鰭魚綱䲁形目指鰧科扁指鰧屬的一個種，分布於西南大西洋巴西海域，深度1至2公尺，本魚體細長，扁平，向尾部逐漸變細，頭粗壯，吻部寬圓，眼不在柄上，後有三角形乳突，上下唇有皮瓣，管狀鼻孔，背鰭起源於頸背，背鰭小鰭呈扇形，具3根鰭刺，其高度超過背鰭前長的一半，胸鰭基部通常裸露無鱗，體長可達4.1公分，棲息在有粗礫石底質海域，生活習性不明。